# UFC 196
UFC 196: McGregor vs. Diaz（ユーエフシー・ワンナインティシックス：マクレガー・バーサス・ディアス）は、アメリカ合衆国の総合格闘技団体「UFC」の大会の一つ。2016年3月5日、ネバダ州ラスベガスのMGMグランド・ガーデン・アリーナで開催された。

## 大会概要
本大会ではホリー・ホルムとミーシャ・テイトによるUFC世界女子バンタム級タイトルマッチが組まれた。
UFC Fight Night 82の大会名変更により、大会名がUFC 197からUFC 196に変更された。

### カード変更
負傷などによるカードの変更は以下の通り。
- ハファエル・ドス・アンジョス → ネイト・ディアス（第12試合）

- トニー・ファーガソン vs. マイケル・ジョンソン → ジョンソンの負傷により中止

## 試合結果

### アーリープレリム
第1試合 フェザー級ワンマッチ 5分3R
○  石原夜叉坊 vs.  ジュリアン・エロサ ×
2R 0:34 KO（左フック→パウンド）
第2試合 ライト級ワンマッチ 5分3R
○  ジェイソン・サッゴ vs.  ジャスティン・サラス ×
1R 4:31 TKO（パウンド）
第3試合 ライト級ワンマッチ 5分3R
○  ディエゴ・サンチェス vs.  ジム・ミラー ×
3R終了 判定3-0（29-28、29-28、29-28）

### プレリミナリーカード
第4試合 フェザー級ワンマッチ 5分3R
○  ダレン・エルキンス vs.  チャス・スケリー ×
3R終了 判定3-0（30-27、30-27、30-26）
第5試合 ミドル級ワンマッチ 5分3R
○  ヴィトー・ミランダ vs.  マルセロ・ギマラエス ×
2R 1:09 TKO（スタンドパンチ連打）
第6試合 ウェルター級ワンマッチ 5分3R
○  ノーディン・タレブ vs.  エリック・シウバ ×
2R 1:34 KO（右ストレート）
第7試合 ウェルター級ワンマッチ 5分3R
○  シアー・バハドゥルザダ vs.  ブランドン・ザッチ ×
3R 4:11 肩固め

### メインカード
第8試合 女子バンタム級ワンマッチ 5分3R
○  アマンダ・ヌネス vs.  ヴァレンティーナ・シェフチェンコ ×
3R終了 判定3-0（29-28、29-27、29-27）
第9試合 ライトヘビー級ワンマッチ 5分3R
○  コーリー・アンダーソン vs.  トム・ローラー ×
3R終了 判定3-0（30-27、30-27、29-28）
第10試合 ライトヘビー級ワンマッチ 5分3R
○  イリル・ラティフィ vs.  ジアン・ヴィランテ ×
3R終了 判定3-0（30-27、30-27、30-27）
第11試合 UFC世界女子バンタム級タイトルマッチ 5分5R
○  ミーシャ・テイト vs.  ホリー・ホルム ×
5R 3:30 TKO（リアネイキドチョーク）
※テイトが王座獲得に成功。
第12試合 ウェルター級ワンマッチ 5分5R
○  ネイト・ディアス vs.  コナー・マクレガー ×
2R 4:12 リアネイキドチョーク

### 各賞
ファイト・オブ・ザ・ナイト： ネイト・ディアス vs. コナー・マクレガー
パフォーマンス・オブ・ザ・ナイト： ネイト・ディアス、ミーシャ・テイト
各選手にはボーナスとして5万ドルが支給された。